# Бохман, Георг
Георг Бохман (нем. Georg Bochmann; 18 сентября 1913 — 8 июля 1973) — немецкий офицер войск СС, оберфюрер СС, кавалер Рыцарского креста Железного креста с Дубовыми листьями и Мечами.

## Начало военной карьеры
После окончания реального училища учился в Лейпцигском университете. 1 октября 1930 года вступил в Гитлерюгенд, 14 марта 1933 — в НСДАП (билет № 1 907 565) и СС (билет № 122 362). Первоначально состоял во 2-м штурме 4-го штурмбанна 7-го штандарта, а уже 24 мая 1934 переведён в 3-й штурм штурмбанна СС «Саксония».
В апреле 1934 года поступил на службу в части охраны концлагерей СС «Мёртвая голова» (SS-Totenkopfverbände) (во 2-й штурм штандарта СС «Саксония») штурманном СС. 20 августа 1935 откомандирован в 11-й штурм караульных частей СС «Верхняя Бавария», размещавшихся в концлагере Дахау. 20 апреля 1936 произведён в унтерштурмфюреры СС и назначен командиром 15-го штурма штурмбанна «Саксония».
13 сентября 1936 получил почётный кинжал СС, а 20 апреля 1937 был произведён в оберштурмфюреры СС. Нёс охранную службу в концентрационных лагерях. С 1 мая 1937 командир 3-го штурма 1-го штурмбанна СС «Верхняя Бавария», с 10 июля 1937 – 2-го штурма 1-го штурмбанна 1-го штандарта соединений СС «Мёртвая голова» «Верхняя Бавария». 25 августа 1939 произведён в гауптштурмфюреры СС.

## Вторая мировая война
В конце 1939 поступил в дивизию СС «Мёртвая голова» и 1 ноября 1939 назначен командиром 14-й (противотанковой) роты 1-го пехотного полка СС «Мёртвая голова». Окончил офицерские пехотные курсы при пехотном училище в Дёберитце.
Участвовал во Французской кампании (1940), награждён Железным крестом 2-го класса. В августе — сентябре 1940 для получения соответствующей квалификации командирован в состав 31-й пехотной дивизии, в ноябре 1940 — в штаб 7-й армии, в феврале — марте 1941 — в учебный батальон в Кёнигсбрюке.
С 27 марта 1941 командир 2-й роты противотанкового дивизиона дивизии СС «Мёртвая голова», с середины 1941 по 21 октября 1942 командир противотанкового дивизиона.
С 22 июня 1941 года участвовал в германо-советской войне, на северном участке Восточного фронта. В июле 1941 — награждён Железным крестом 1-й степени, был дважды серьёзно ранен. В 1942-43 сражался в районе Демянска, где в апреле 1942 командовал боевой группой СС «Бохман» (сформированной на базе его дивизиона). 20 апреля 1942 произведён в штурмбаннфюреры СС и в тот же день тяжело ранен. 13 мая 1942 награждён Рыцарским крестом Железного креста.
С 21 октября 1942 командовал 2-м батальоном мотоциклетного полка СС «Туле» (в составе дивизии СС «Мёртвая голова»). В феврале 1943 — бои в районе Харькова, 17 мая 1943 получил дубовые листья (№ 246) к Рыцарскому кресту. 1 августа 1943 назначен командиром танкового полка СС «Мёртвая голова», бои на южном фасе Курской дуги, в том числе сражение под Прохоровкой.
В октябре 1943 — ранен, после госпиталя направлен преподавателем в офицерское училище, 9 ноября 1943 произведён в оберштурмбаннфюреры СС. С 10 февраля по 15 ноября 1944 состоял начальником административно-хозяйственной офицерской школы СС в Арольсене, но уже в ноябре 1944 включён в состав дивизии СС «Дас Райх» и произведён в штандартенфюреры СС.
С 20 ноября 1944 командир танкового полка 9-й танковой дивизии СС «Гогенштауфен».
С 10 января по 27 марта 1945 командовал 18-й добровольческой моторизованной дивизией СС «Хорст Вессель» в Силезии. В марте 1945 — Бохман награждён Мечами (№ 140) к Рыцарскому кресту с Дубовыми листьями, произведён в звание оберфюрера и назначен командиром 17-й моторизованной дивизии СС «Гёц фон Берлихинген» (на Западном фронте).
После капитуляции Германии 8 мая 1945 года — сдался в американский плен.

## После войны
В 1947 году отпущен из американского плена.

## Звания
- Роттенфюрер СС — (24 декабря 1934)
- Унтерштурмфюрер СС — (20 апреля 1936)
- Оберштурмфюрер СС — (20 апреля 1937)
- Гауптштурмфюрер СС — (25 августа 1939)
- Штурмбаннфюрер СС — (20 апреля 1942)
- Оберштурмбаннфюрер СС — (9 ноября 1943)
- Штандартенфюрер СС — (9 ноября 1944)
- Оберфюрер СС — (20 апреля 1945)

## Награды
- Кольцо «Мёртвая голова»
- Железный крест (1939)
  - 2-й степени (20 июня 1940)
  - 1-й степени (8 июля 1941)
- Медаль «За зимнюю кампанию на Востоке 1941/42» (15 августа 1942)
- Нагрудный знак «За участие в общих штурмовых атаках»
- Знак «за ранение» в золоте
- Рыцарский крест Железного креста с Дубовыми листьями и Мечами
  - Рыцарский крест (3 мая 1942) — гауптштурмфюрер СС, командир противотанкового дивизиона СС «Мёртвая голова»
  - Дубовые листья (№ 246) (17 мая 1943) — штурмбаннфюрер СС, командир 2-го батальона мотоциклетного полка СС «Туле»
  - Мечи (№ 140) (26 марта 1945) — штандартенфюрер СС, командир 18-й добровольческой моторизованной дивизии СС «Хорст Вессель»